# 和歌山県災害拠点病院
和歌山県災害拠点病院（わかやまけんさいがいきょてんびょういん）とは、和歌山県にある災害時の救急医療の拠点となる病院である。和歌山県では現在9の病院が災害拠点病院として指定されている。

## 概要
県内や近県で災害が発生し、通常の医療体制では被災者に対する適切な医療を確保することが困難な状況となった場合に、和歌山県知事の要請により傷病者の受け入れや医療救護班の派遣等を行う。

## 拠点病院の条件
- 建物が耐震耐火構造であること。
- 資器材等の備蓄があること。
- 応急収容するために転用できる場所があること。
- 応急用資器材、自家発電機、応急テント等により自己完結できること。（外部からの補給が滞っても簡単には病院機能を喪失しないこと）
- 近接地にヘリポートが確保できること。

## 病院一覧
| 病院名                             | 住所                        | DMAT | 救命    | 2次医療圏 |
| 橋本市民病院                       | 橋本市小峰台2丁目8番地の1   | ○    | ×       | 橋本      |
| ひだか病院                         | 御坊市薗116番地の2          | ○    | ×       | 御坊      |
| 新宮市立医療センター               | 新宮市蜂伏18番7号           | ○    | ×       | 新宮      |
| 紀南病院                           | 田辺市新庄町46番地の70      | ○    | ×       | 田辺      |
| 国立病院機構南和歌山医療センター   | 田辺市たきない町27-1        | ○    | ○       | 田辺      |
| 公立那賀病院                       | 紀の川市打田1282            | ○    | ×       | 那賀      |
| 有田市立病院                       | 有田市宮崎町6番地           | ○    | ×       | 有田      |
| 日本赤十字社和歌山医療センター     | 和歌山市小松原通4丁目20番地 | ○    | 高度    | 和歌山    |
| 和歌山県立医科大学附属病院（基幹） | 和歌山市紀三井寺811番地1    | ○    | 高度/DH | 和歌山    |
| 和歌山労災病院                     | 和歌山市木ノ本93番1         | ○    | ×       | 和歌山    |